# جيل غونزاليس
جيل غونزاليس (بالإسبانية: Gil Gonzalez de Ávila )‏ (و. العقد 1550 – 1658 م) هو مؤرخ، والمؤرخ الإخباري، وكاتب، وكاتب سير إسباني، ولد في آبلة، توفي في آبلة.